# Осиновка (Прокопьевский район)
Осиновка — деревня в Прокопьевском районе Кемеровской области. Входит в состав Большеталдинского сельского поселения.

## География
Центральная часть населённого пункта расположена на высоте 183 метров над уровнем моря.

## Население
По данным Всероссийской переписи населения 2010 года, в деревне Осиновка проживает 3 человека (2 мужчин, 1 женщина).